# Mordella argentifera
Mordella argentifera es una especie de coleóptero de la familia Mordellidae.

## Distribución geográfica
Habita en Tahití.